# Nautilocalyx hirtiflorus
Nautilocalyx hirtiflorus là một loài thực vật có hoa trong họ Tai voi. Loài này được (Spruce ex Hanst.) Sprague mô tả khoa học đầu tiên năm 1912.